# Мишић смеха
Мишић смеха (лат. musculus risorius) је танки, троугласти мишић који је смештен у најповршнијем слоју поткожне мускулатуре образа. Понекад може бити у потпуности одсутан. Инервишу га гране фацијалног живца.
Овај мишић повлачи углове усана навише и упоље, и тако потпомаже дејство друге мускулатуре која лицу даје насмејан израз.